# Phalanta alcippoides
Phalanta alcippoides är en fjärilsart som beskrevs av Moore 1900. Phalanta alcippoides ingår i släktet Phalanta och familjen praktfjärilar. Inga underarter finns listade i Catalogue of Life.